# Forja (personaje)
Forja (Forge en inglés) es un superhéroe ficticio que aparece en los cómics estadounidenses publicados por Marvel Comics, más comúnmente en asociación con los X-Men. Un mutante con un brillo incomparable en tecnología, ha tenido una larga carrera como contratista de armas del gobierno. Creado por el escritor Chris Claremont y el artista John Romita Jr., Forja apareció por primera vez en Uncanny X-Men # 184 (agosto de 1984).
Forja compartió una relación romántica con Tormenta y una breve relación con Mystique, lo que lo llevó a asociarse con los X-Men y mejorar así la tecnología en la Mansión-X. También fue miembro de X-Factor.

## Historial de publicaciones
Forja fue creado por el escritor Chris Claremont y el artista John Romita, Jr. Su primera aparición fue en The Uncanny X-Men #184 (agosto de 1984).
El esquema de Claremont para el debut del personaje incluye un nombre real de Forja, Daniel Lone Eagle, aunque el personaje no fue nombrado en el canon de Marvel.
Como parte de Marvel NOW!, Forja regresa como miembro de la Fuerza-X de Cable.

## Historia

### Origen
Forja es un mutante con un talento sobrehumano innato para la invención y un genio intuitivo. El es un nativo americano de la nación Cheyenne, pupilo de Naze, el shamán de su tribu. Como resultado de su entrenamiento, Forja desarrolló unos poderes místicos considerables, además de su habilidad para inventar artefactos mecánicos.
Mientras fue parte del ejército, su país le reclamó para luchar en el sudeste asiático, en la Guerra de Vietnam. Forja perdió el brazo y la pierna izquierda durante un bombardeo de B-52x. Cayó e una depresión, e intentó suicidarse sin éxito. Durante la rehabilitación, utilizó su poder mutante para diseñar un brazo y pierna artificiales que reemplazaran a los que había perdido. No pudo usar -ni quería- sus poderes místicos. Forja juró abandonar el misticismo en alguna parte de la jungla en la que había combatido. Más tarde, Forja fue contratado para trabajar para S.H.I.E.L.D.
Ya en casa, Forja se hizo inventor, y obtuvo un interesante contrato del departamento de defensa para crear armas avanzadas. Entre sus muchos inventos había un neutralizador capaz de eliminar los poderes mutantes de cualquier ser poderoso. El dispositivo terminó en manos del agente del gobierno Henry Gyrich, lo que enfureció a Forja. El agente deseaba utilizar el dispositivo contra la X-Men Rogue, pero por accidente, terminó usándose contra su compañera X-Men Tormenta, desposeyéndola de sus poderes. Sintiéndose culpable, Forja llevó a la herida Tormenta a su casa en Dallas, Texas.

### Romance con Tormenta
Forja mantuvo a Tormenta en su casa en Dallas, donde la cuidó hasta que recuperó la salud. La pareja se enamoró profundamente. Cuando Tormenta averiguó que el neutralizador que le había arrebatado los poderes era un invento de Forja, se enfadó y, sintiéndose traicionada, le abandonó.
Desesperado por devolverle los poderes a Tormenta y recuperar su amor y confianza, Forja destruyó todas las versiones del neutralizador original e inventó otro dispositivo que restauró su poderes. Entonces Forja se unió a los X-Men y a Tormenta en una batalla crítica: combatieron contra el Adversario en la tierra de Forja. Los X-Men aparentemente murieron en ese combate, pero fueron resucitados por Roma, la guardiana del Omniverso.
Sintiéndose culpable en parte por la supuesta muerte de los X-Men, Forja se alió con Banshee en la Isla Muir para formar un equipo provisional de X-Men, integrado por el mismo, Banshee, Moira MacTaggert, Siryn, Polaris, Amanda Sefton, Legión y el morlock Sunder. Este equipo unió fuerzas con Mística y su Fuerza Libertad (la segunda Hermandad de mutantes diabólicos), para combatir a los Reavers, batalla que se salió de control cuando Legion, poseído por el Rey Sombra, mató a Destiny, miembro de Fuerza Libertad y amante de Mística. Antes de morir, Destiny predijo que Forja y Mística acabarían juntos. A partir de entonces, Forja sintió una carga moral con Mística.
Más tarde, al descubrir que los X-Men seguían vivos, Forja junto con Banshee, comenzó a buscarlos por todo el mundo. Finalmente los X-Men se reunieron durante la llamada Agenda de Extinción.

### X-Men y fin de su romance con Tormenta
Al final, Forja se convirtió en miembro permanente de los X-Men. En la Mansión X ayudó a rediseñar la Sala de Peligro y actualizó completamente el Blackbird, dotándolo de tecnología de camuflaje y de un dispositivo de invisibilidad.
La llegada de Bishop al equipo, y la dedicación que Tormenta mostró hacia él, en contraste con su indiferente actitud hacia Forja, provocó una crisis. Forja pidió matrimonio a Tormenta, esperando alejarla de los X-Men y de sus múltiples responsabilidades. Aunque Tormenta iba a aceptar la propuesta, Forja intuyó que ella nunca renunciaría a los X-Men, y la abandonó, partiendo con Mística.
Forja se llevó a Mística a vivir con él en Dallas, y entre ellos comenzó a surgir una relación amorosa. Ellos apenas sobrevivieron a un intento de asesinato de parte del terrorista Trevor Fitzroy.

### X-Factor
Forja llegó a sustituir a Valerie Cooper como enlace gubernamental para el equipo de superhéroes mutantes X-Factor.
Cuando el equipo comenzó a experimentar problemas personales, Forja se convierte en líder de X-Factor. En este contexto, forzó a criminales mutantes como Mística y Sabretooth a convertirse en miembros involuntarios de su equipo. Con su tecnología, y la ayuda de Naze, Forja también fue capaz de repeler un segundo ataque del Adversario. Es en esta época cuando finalmente Forja termina enamorándose de Mística. Junto con los otros miembros del equipo, Forja fue gravemente herido después de que Sabretooth traicionó y atacó al equipo. Los sentimientos de Forja no le impidieron a Mística escapar cuando él se estaba recuperando. Después de recuperarse de sus lesiones, Forja se negó a convertirse en miembro de un nuevo X-Factor encabezado por el exjefe del equipo, Kaos, ya que consideró que Kaos ya no era digno de confianza. Esta nueva versión de X-Factor se disolvió poco después. Durante un tiempo, Forja no estuvo presente en los grupos de mutantes, a pesar de que trabajó brevemente como personal de apoyo en la mansión de los X-Men.

### Xavier Underground
Forja más tarde tomó parte en el movimiento de ayuda subterránea del Profesor Charles Xavier. Trabajó con un exmiembro de X-Factor, el Hombre Múltiple, en Genosha. Posteriormente, Forge regresó con los X-Men y se convirtió en mentor para Danielle Moonstar, por un breve período.
Después Charles Xavier le pidió ayuda para la localización de Mística, a quien necesitaba para una misión clandestina. Forja también ayudó a Bala de Cañón y Siryn encontrar a Cable con la ayuda de Deadpool y construyó un par de guantes especiales para los New X-Men, ayudándolos a combatir al Nimrod.
Forja auxilia a los X-Men en la saga Messiah Complex, ayudando a crear el dispositivo con el cual Hombre Múltiple y Layla Miller viajaron al futuro. Cuando Bishop traiciona al equipo para salvar su propio futuro, Forja queda gravemente herido.
Forja no ha sido el mismo desde que Bishop le atacó durante su loca búsqueda de asesinar a la niña mutante mesías. Forja sufrió una serie de lesiones, incluyendo un traumatismo craneal grave. Durante su recuperación, Forja estuvo obsesionado con recrear sus notas e investigaciones sobre unos dispositivos que Bishop le robó. Forja se instaló en su casa en Eagle Plaza para dedicar todo su tiempo a este trabajo. Antes de empezar, mejoró los sistemas de defensa de su hogar, para asegurar que nunca fue víctima de un ataque de nuevo.

### "Caja fantasma", Fuerza-X y X-Men
Forja es confrontado por los X-Men para cuestionarlo acerca de su papel en una invasión alienígena en la Montaña Wundagore. Forja revela su verdadera locura. Él se esfuerza por salvar al mundo de la Annexatión, una invasión de un mundo paralelo en el otro lado de la "Caja fantasma", el teletransportador transdimensional. Con este plan, Forja pone en riesgo la vida en la Tierra. Gracias a la ayuda de Abigail Brand y Bestia, un arma láser es disparada en la apertura de la "caja fantasma". Antes de que todo se destruya, Tormenta ofrece a Forja una oportunidad de volver con ellos, pero Forja la rechaza. Forja permanece en su complejo cuando este se destruye.
Forja sobrevivió. Fue reclutado por Cable para formar parte de su nueva Fuerza-X.
Eventualmente, Forja fue reclutado por Tormenta para su nuevo equipo e X-Men que operan desde el Limbo. Su relación con ella es incómoda y tensa. Forja programó a Cerebra en el cuerpo de un centinela con la capacidad de mostrar emociónes humanas, la capacidad de teletransportarse y la detección de mutantes, para así servir como un puente entre la Tierra y el Limbo.
Eventualmente, el Profesor X le encarga a Forja que modifique Cerebro para que pueda almacenar copias de seguridad de mentes mutantes. Forja ayudaría más tarde a los Merodeadores a recuperar sus neutralizadores de poder mutantes después de que fueran cooptados por los rusos.

## Poderes
Forja es un mutante con un talento intuitivo sobrehumano para inventar dispositivos mecánicos, respaldado por la capacidad de percibir visualmente la energía mecánica en la acción. Este poder le permite reconocer instintivamente, los usos potenciales y funcionales de cualquier máquina o dispositivo tecnológico en su campo visual, una habilidad que combina con su inteligencia natural, lo que le da la capacidad de concebir, diseñar y construir dispositivos mecánicos altamente avanzados y operar, modificar y desmontar la tecnología existente o crear contramedidas para ella.

## Otras versiones

### Era de Apocalipsis
En esta realidad, Forja es un miembro fundador de los X-Men, antes de partir para formar su propio grupo rebelde, los Outcasts, que consiste en él, Sapo, Brute, Sauron y Sonique. Él es como una figura paterna para Nate Grey, alias X-Man.

### Dinastía de M
Forma parte del equipo de trabajo de Tony Stark.

### Ultimate Forja
En esta línea, Forja es de ascendencia hindú y forma parte de la Hermandad de mutantes diabólicos de Magneto

## En otros medios

### Televisión
- Forge protagonizó algunos episodios de la serie animada X-Men con la voz de Marc Strange.[27] Él es un personaje singular porque tiene dos roles separados en el programa: en el presente, es el líder del Factor-X administrado por el gobierno, y en el futuro, lidera el equipo de mutantes que se resiste a los Centinelas en la línea de tiempo de Días del futuro pasado.
  - Forje aparece en X-Men '97, con la voz de Gil Birmingham.[28]Lucas Bishop se dirige explícitamente a él como "Daniel" después de la desaparición de los X-Men y el Asteroide M, aparentemente haciendo referencia al nombre no utilizado de Daniel Lone Eagle.
- Forge apareció en los episodios "Middleverse" y "Shadow Dance" de la serie animada X-Men: Evolution con la voz de Samuel Vincent.[29] En esta serie, Forge tenía la capacidad de convertir una de sus manos en un dispositivo robótico con múlti-herramientas, además de contar con su ingenio inventivo; posiblemente correspondiente a la mano protésica como en la versión de los cómics. Esta versión de Forge era un adolescente que estaba atrapado en una dimensión de bolsillo desde la década de 1970 cuando uno de sus inventos salió mal. En agradecimiento a Nightcrawler por liberarlo de ese Universo Medio (Middleverse), Forge buscó mejorar los poderes de Kurt con un dispositivo que retrasa la velocidad a la que se teletransporta, pero sufrió las consecuencias de las grietas que quedaron abiertas al atravesar la otra dimensión para teletransportarse de un punto a otro, como se ve en "Baile de Sombras", donde el experimento de teletransporte de Nightcrawler con Forge termina liberando extrañas criaturas desde una dimensión de azufre. Afortunadamente, Forge pudo usar una versión mejorada de su proyector transdimensional para enviar a las criaturas de regreso a su dimensión después de que los X-Men y La Hermandad de Mutantes lograron derribar a la mayoría de ellas.
- Forge aparece en Wolverine and the X-Men con la voz de Roger Craig Smith.[30] Esta versión funciona como el ingeniero de los X-Men que a menudo se ve trabajando en reparaciones de los sistemas avanzados de la mansión, como Sala de Peligro, Cerebro y Blackbird (que tuvo que reactivar la tecnología de encubrimiento cuando el X-Men había rastreado el cuerpo del profesor X a Genosha). Esta iteración también se describe como un miembro mucho más joven e inexperto de los X-Men y asiste a misiones solo para análisis. También es el inventor del collar del inhibidor de mutantes, que es muy buscado por los humanos para usar contra los mutantes; Master Mold utiliza una versión evolucionada como una contención para los prisioneros mutantes en el futuro. Wolverine hace que Forge descargue la codificación avanzada de Master Mold y cree un virus para contrarrestar. Equipado con un láser montado en el brazo, Forge se ve por primera vez en combate en una misión con Wolverine, Nightcrawler y Emma Frost para rescatar a Cyclops y Jean Grey de Mr. Siniestro.

### Cine
El nombre de Forge aparece en la lista de mutantes de Mystique en la cinta X-Men 2.

### Videojuegos
- Forja es un personaje jugable en X-Men: Mutant Academy 2 y en X-Men: Next Dimension.
- Forja aparece en el ending de Tormenta del videojuego de lucha X-Men vs. Street Fighter.
- Forja aparece en el videojuego X-Men Destiny como personaje no jugable. Forma parte de una subtrama de la historia.
- Forja aparece ilustrado en una de las cartas del modo "Héroes y heraldos" del videojuego Ultimate Marvel vs. Capcom 3.
- Forja aparece en una carta del juego Marvel Snap.